# Universal FM
Universal FM foi uma estação de rádio concessionada em São Francisco de Paula, porém sediada em Porto Alegre, respectivamente cidade e capital do estado do Rio Grande do Sul. Operava no dial FM, na frequência 101,9 MHz. Pertencia à Rede Pampa de Comunicação. Foi extinta em 1997, para dar lugar à Jovem Pan 2 Porto Alegre, sendo relançada na frequência 103,9 MHz em 2003 e se transferindo para 101,9 MHz em 2006. Foi completamente extinta no ano de 2008, em sua segunda fase.

## História
A Rádio Universal começou a operar em 17 de janeiro de 1977, em um ato inaugural presidido pelo então ministro das Comunicações Euclides Quandt de Oliveira. Inicialmente, a programação era direcionada a um público de alto poder aquisitivo, com boletins noticiosos de 6 minutos transmitidos a cada uma hora. Com o sucesso da emissora, em 1978, é criada uma emissora com o mesmo formato e nome em Florianópolis.
Em 1.° de agosto de 1997, a Rádio Universal foi retirada do ar, dando lugar à Jovem Pan 2 Porto Alegre. O último programa ao vivo transmitido pela emissora foi o O Som do Disk Point, com Bibo Nunes. Em 28 de julho de 2003, a Rede Pampa comprou a Rota do Sol FM de São Francisco de Paula, que operava em 103.9 MHz. Exatamente seis anos após a extinção, em 1° de agosto de 2003, a Universal FM foi relançada na frequência, tocando música sem locutor ao vivo. Em 2006, a estação mudou-se para 101.9, onde ficou até 2008, quando saiu do ar novamente.